# Schéma régional éolien
En France, la Loi Grenelle II en 2010 a disposé qu'un Schéma régional éolien  doit pour chaque région définir les zones favorables au développement de l'énergie éolienne. Il doit le faire en cohérence avec les objectifs européens sur l'énergie et le climat. Certaines régions avaient déjà volontairement produit un schéma régional éolien avant la publication de cette loi.Il a pris une importance particulière car, à partir d'avril 2013, il remplace à part entière la législation liée aux Zones de développement de l'éolien terrestre.
Il constitue aussi un des volets du Schéma régional du climat, de l'air et de l'énergie (SRCAE) auquel il sera annexé. 

## Mode d'élaboration du Schéma
Relations avec d'autres schémas : 
- S'il existe déjà, le schéma régional éolien doit être pris en compte pour la définition par le préfet des Zones de développement de l'éolien terrestre (ZDET), cadre d'aménagement du territoire également introduit par l'article 90 de la Loi Grenelle II, publié par décret, élaborées selon les modalités fixées à l'article 10-1 de la Loi no 2000-108 du 10 février 2000 relative à la modernisation et au développement du service public de l'électricité (modifiée par la loi Grenelle II).
- S'il est produit alors que les ZDET ont déjà été déterminées, il « prend en compte les zones de développement de l'éolien créées antérieurement à son élaboration ».

Si le schéma n'est pas publié au 30 juin 2012, le préfet de région « élabore le projet de schéma et l’arrête avant le 30 septembre 2012, selon des modalités déterminées par décret en Conseil d'État ». 

## Évaluation
Le Gouvernement rend au Parlement, avant la mi-2013 un rapport d'évaluation de la progression de la puissance des installations de production d’électricité éolienne, pour « vérifier la bonne atteinte des objectifs de la programmation pluriannuelle des investissements de production d’électricité par l’installation d’au moins 500 machines électrogènes par an ».

## Hors des zones de développement de l’éolien
Hors de ces zones, les projets éoliens dont les caractéristiques les soumettent à des autorisations d'urbanisme, les communes et établissements de coopération
intercommunale limitrophes du périmètre de ces projets font l'objet d'une consultation pour avis dans le cadre de la procédure d’instruction de la demande d'urbanisme concernée (art 90 de la Loi Grenelle II).